# Liga Mistrzyń siatkarek (2016/2017)
Liga Mistrzyń 2016/2017 (oficjalna nazwa CEV DenizBank European Champions League Women) – 17. sezon Ligi Mistrzyń rozgrywanej od 2000 roku, organizowanej przez Europejską Konfederację Piłki Siatkowej (CEV) w ramach europejskich pucharów dla żeńskich klubowych zespołów siatkarskich z Europy.

## Drużyny uczestniczące
- Azerrail Baku
- Telekom Baku
- Saint-Raphael VB
- Dresdner SC
- Chemik Police
- Dinamo Moskwa
- Urałoczka Jekaterynburg
- CS Volei Alba Blaj
- Voléro Zurych
- VakıfBank SK
- Fenerbahçe
- Imoco Volley Conegliano

Zakwalifikowane drużyny
- Tauron MKS Dąbrowa Górnicza
- Dinamo Krasnodar
- Eczacıbaşı VitrA Stambuł
- Liu Jo Nordmeccanica Modena

## Rozgrywki

### Faza grupowa
awans do play-off
     gospodarz turnieju finałowego

#### Grupa A
Tabela
| Lp. | Drużyna                     | Mecze | Mecze   | Mecze   | Pkt | Sety | Sety | Sety  | Małe punkty | Małe punkty | Małe punkty |
| Lp. | Drużyna                     | M     | W (3:2) | P (2:3) | Pkt | wyg. | prz. | ratio | zdob.       | str.        | ratio       |
| --- | --------------------------- | ----- | ------- | ------- | --- | ---- | ---- | ----- | ----------- | ----------- | ----------- |
| 1   | Liu Jo Nordmeccanica Modena | 6     | 5 (1)   | 1 (1)   | 15  | 17   | 7    | 2.429 | 570         | 510         | 1.118       |
| 2   | Imoco Volley Conegliano     | 6     | 4 (2)   | 2 (2)   | 12  | 16   | 10   | 1.600 | 566         | 525         | 1.078       |
| 3   | Chemik Police               | 6     | 3 (1)   | 3 (1)   | 9   | 12   | 12   | 1.000 | 511         | 491         | 1.041       |
| 4   | Telekom Baku                | 6     | 0 (0)   | 6 (0)   | 0   | 2    | 18   | 0.111 | 380         | 501         | 0.758       |

Źródło: cev.lu (ang.)
Punktacja: 3:0 i 3:1 – 3 pkt; 3:2 – 2 pkt; 2:3 – 1 pkt; 1:3 i 0:3 – 0 pkt
Zasady ustalania kolejności: 1. liczba zwycięstw, 2. liczba punktów, 3. stosunek setów, 4. stosunek małych punktów, 5. bilans w bezpośrednich meczach
Wyniki
| Data       | Godz. | Drużyna 1                   | Wynik | Drużyna 2                   | 1     | 2     | 3     | 4     | 5     | Widzów | * |
| ---------- | ----- | --------------------------- | ----- | --------------------------- | ----- | ----- | ----- | ----- | ----- | ------ | - |
| 14.12.2016 | 20:30 | Imoco Volley Conegliano     | 3:0   | Telekom Baku                | 31:29 | 25:14 | 25:22 |       |       | 3080   |   |
| 15.12.2016 | 18:00 | Chemik Police               | 1:3   | Liu Jo Nordmeccanica Modena | 21:25 | 27:29 | 25:21 | 13:25 |       | 3026   |   |
| 10.01.2017 | 17:00 | Telekom Baku                | 0:3   | Chemik Police               | 16:25 | 21:25 | 20:25 |       |       | 1700   |   |
| 12.01.2017 | 20:30 | Liu Jo Nordmeccanica Modena | 3:2   | Imoco Volley Conegliano     | 23:25 | 26:24 | 20:25 | 25:23 | 16:14 | 1200   |   |
| 25.01.2017 | 18:00 | Chemik Police               | 2:3   | Imoco Volley Conegliano     | 18:25 | 25:14 | 25:12 | 14:25 | 11:15 | 4750   |   |
| 25.01.2017 | 20:30 | Liu Jo Nordmeccanica Modena | 3:0   | Telekom Baku                | 25:20 | 25:16 | 26:24 |       |       | 750    |   |
| 08.02.2017 | 17:00 | Telekom Baku                | 1:3   | Liu Jo Nordmeccanica Modena | 20:25 | 25:23 | 23:25 | 22:25 |       | 1600   |   |
| 08.02.2017 | 20:30 | Imoco Volley Conegliano     | 2:3   | Chemik Police               | 25:23 | 20:25 | 20:25 | 25:20 | 8:15  | 2500   |   |
| 21.02.2017 | 18:00 | Chemik Police               | 3:1   | Telekom Baku                | 21:25 | 25:16 | 25:13 | 25:16 |       | 4125   |   |
| 22.02.2017 | 20:30 | Imoco Volley Conegliano     | 3:2   | Liu Jo Nordmeccanica Modena | 26:24 | 19:25 | 22:25 | 25:21 | 18:16 | 3030   |   |
| 28.02.2017 | 17:00 | Telekom Baku                | 0:3   | Imoco Volley Conegliano     | 13:25 | 9:25  | 16:25 |       |       | 1550   |   |
| 28.02.2017 | 20:30 | Liu Jo Nordmeccanica Modena | 3:0   | Chemik Police               | 25:13 | 25:18 | 25:22 |       |       | 1450   |   |

#### Grupa B
Tabela
| Lp. | Drużyna            | Mecze | Mecze   | Mecze   | Pkt | Sety | Sety | Sety  | Małe punkty | Małe punkty | Małe punkty |
| Lp. | Drużyna            | M     | W (3:2) | P (2:3) | Pkt | wyg. | prz. | ratio | zdob.       | str.        | ratio       |
| --- | ------------------ | ----- | ------- | ------- | --- | ---- | ---- | ----- | ----------- | ----------- | ----------- |
| 1   | Dinamo Moskwa      | 6     | 6 (3)   | 0 (0)   | 15  | 18   | 8    | 2.250 | 592         | 508         | 1.165       |
| 2   | Voléro Zurych      | 6     | 4 (0)   | 2 (2)   | 14  | 16   | 7    | 2.286 | 522         | 462         | 1.130       |
| 3   | Dinamo Krasnodar   | 6     | 1 (0)   | 5 (1)   | 4   | 6    | 16   | 0.375 | 436         | 521         | 0.837       |
| 4   | CS Volei Alba Blaj | 6     | 1 (0)   | 5 (0)   | 3   | 6    | 15   | 0.400 | 429         | 490         | 0.876       |

Źródło: cev.lu (ang.)
Punktacja: 3:0 i 3:1 – 3 pkt; 3:2 – 2 pkt; 2:3 – 1 pkt; 1:3 i 0:3 – 0 pkt
Zasady ustalania kolejności: 1. liczba zwycięstw, 2. liczba punktów, 3. stosunek setów, 4. stosunek małych punktów, 5. bilans w bezpośrednich meczach
Wyniki
| Data       | Godz. | Drużyna 1          | Wynik | Drużyna 2          | 1     | 2     | 3     | 4     | 5     | Widzów | * |
| ---------- | ----- | ------------------ | ----- | ------------------ | ----- | ----- | ----- | ----- | ----- | ------ | - |
| 13.12.2016 | 19:00 | Dinamo Krasnodar   | 1:3   | Voléro Zurych      | 15:25 | 21:25 | 27:25 | 18:25 |       | 1570   |   |
| 14.12.2016 | 19:00 | Dinamo Moskwa      | 3:1   | CS Volei Alba Blaj | 23:25 | 25:19 | 25:21 | 25:14 |       | 2000   |   |
| 11.01.2017 | 18:00 | CS Volei Alba Blaj | 1:3   | Dinamo Krasnodar   | 23:25 | 25:16 | 19:25 | 22:25 |       | 1300   |   |
| 12.01.2017 | 20:00 | Voléro Zurych      | 2:3   | Dinamo Moskwa      | 17:25 | 25:20 | 25:22 | 18:25 | 11:15 | 1550   |   |
| 25.01.2017 | 18:00 | CS Volei Alba Blaj | 0:3   | Voléro Zurych      | 21:25 | 15:25 | 16:25 |       |       | 1700   |   |
| 25.01.2017 | 19:00 | Dinamo Moskwa      | 3:2   | Dinamo Krasnodar   | 25:11 | 21:25 | 19:25 | 25:11 | 15:10 | 1800   |   |
| 07.02.2017 | 19:00 | Dinamo Krasnodar   | 0:3   | Dinamo Moskwa      | 19:25 | 22:25 | 25:27 |       |       | 1300   |   |
| 09.02.2017 | 20:00 | Voléro Zurych      | 3:0   | CS Volei Alba Blaj | 25:17 | 25:18 | 25:17 |       |       | 1270   |   |
| 21.02.2017 | 19:00 | Dinamo Krasnodar   | 0:3   | CS Volei Alba Blaj | 18:25 | 18:25 | 17:25 |       |       | 766    |   |
| 22.02.2017 | 19:00 | Dinamo Moskwa      | 3:2   | Voléro Zurych      | 25:19 | 22:25 | 20:25 | 25:20 | 15:12 | 2000   |   |
| 28.02.2017 | 18:00 | CS Volei Alba Blaj | 1:3   | Dinamo Moskwa      | 21:25 | 25:23 | 16:25 | 22:25 |       | 1500   |   |
| 28.02.2017 | 20:00 | Voléro Zurych      | 3:0   | Dinamo Krasnodar   | 25:18 | 25:23 | 25:22 |       |       | 2050   |   |

#### Grupa C
Tabela
| Lp. | Drużyna                     | Mecze | Mecze   | Mecze   | Pkt | Sety | Sety | Sety   | Małe punkty | Małe punkty | Małe punkty |
| Lp. | Drużyna                     | M     | W (3:2) | P (2:3) | Pkt | wyg. | prz. | ratio  | zdob.       | str.        | ratio       |
| --- | --------------------------- | ----- | ------- | ------- | --- | ---- | ---- | ------ | ----------- | ----------- | ----------- |
| 1   | Fenerbahçe                  | 6     | 6 (0)   | 0 (0)   | 18  | 18   | 1    | 18.000 | 475         | 368         | 1.291       |
| 2   | Azerrail Baku               | 6     | 4 (1)   | 2 (0)   | 11  | 12   | 10   | 1.200  | 458         | 474         | 0.966       |
| 3   | Tauron MKS Dąbrowa Górnicza | 6     | 2 (0)   | 4 (1)   | 7   | 10   | 13   | 0.769  | 510         | 497         | 1.026       |
| 4   | Saint-Raphael VB            | 6     | 0 (0)   | 6 (0)   | 0   | 2    | 18   | 0.111  | 386         | 490         | 0.788       |

Źródło: cev.lu (ang.)
Punktacja: 3:0 i 3:1 – 3 pkt; 3:2 – 2 pkt; 2:3 – 1 pkt; 1:3 i 0:3 – 0 pkt
Zasady ustalania kolejności: 1. liczba zwycięstw, 2. liczba punktów, 3. stosunek setów, 4. stosunek małych punktów, 5. bilans w bezpośrednich meczach
Wyniki
| Data       | Godz. | Drużyna 1                   | Wynik | Drużyna 2                   | 1     | 2     | 3     | 4     | 5     | Widzów | * |
| ---------- | ----- | --------------------------- | ----- | --------------------------- | ----- | ----- | ----- | ----- | ----- | ------ | - |
| 15.12.2016 | 18:00 | Azerrail Baku               | 3:1   | Tauron MKS Dąbrowa Górnicza | 25:21 | 15:25 | 25:22 | 28:26 |       | 400    |   |
| 15.12.2016 | 20:30 | Saint-Raphael VB            | 0:3   | Fenerbahçe                  | 23:25 | 21:25 | 19:25 |       |       | 1867   |   |
| 10.01.2017 | 20:30 | Saint-Raphael VB            | 1:3   | Tauron MKS Dąbrowa Górnicza | 18:25 | 15:25 | 25:20 | 22:25 |       | 1302   |   |
| 11.01.2017 | 19:00 | Fenerbahçe                  | 3:0   | Azerrail Baku               | 25:12 | 25:19 | 25:9  |       |       | 1350   |   |
| 25.01.2017 | 20:30 | Tauron MKS Dąbrowa Górnicza | 1:3   | Fenerbahçe                  | 23:25 | 19:25 | 25:22 | 14:25 |       | 1100   |   |
| 25.01.2017 | 20:30 | Saint-Raphael VB            | 1:3   | Azerrail Baku               | 16:25 | 21:25 | 25:18 | 20:25 |       | 956    |   |
| 08.02.2017 | 19:30 | Fenerbahçe                  | 3:0   | Tauron MKS Dąbrowa Górnicza | 25:15 | 25:20 | 26:24 |       |       | 1172   |   |
| 09.02.2017 | 18:00 | Azerrail Baku               | 3:0   | Saint-Raphael VB            | 25:20 | 25:11 | 25:11 |       |       | 500    |   |
| 22.02.2017 | 19:00 | Tauron MKS Dąbrowa Górnicza | 3:0   | Saint-Raphael VB            | 25:19 | 25:17 | 25:15 |       |       | 600    |   |
| 23.02.2017 | 18:00 | Azerrail Baku               | 0:3   | Fenerbahçe                  | 19:25 | 16:25 | 22:25 |       |       | 700    |   |
| 28.02.2017 | 18:00 | Tauron MKS Dąbrowa Górnicza | 2:3   | Azerrail Baku               | 24:26 | 25:16 | 22:25 | 25:18 | 10:15 | 900    |   |
| 28.02.2017 | 19:30 | Fenerbahçe                  | 3:0   | Saint-Raphael VB            | 27:25 | 25:22 | 25:21 |       |       | 1280   |   |

#### Grupa D
Tabela
| Lp. | Drużyna                  | Mecze | Mecze   | Mecze   | Pkt | Sety | Sety | Sety  | Małe punkty | Małe punkty | Małe punkty |
| Lp. | Drużyna                  | M     | W (3:2) | P (2:3) | Pkt | wyg. | prz. | ratio | zdob.       | str.        | ratio       |
| --- | ------------------------ | ----- | ------- | ------- | --- | ---- | ---- | ----- | ----------- | ----------- | ----------- |
| 1   | VakıfBank SK             | 6     | 6 (1)   | 0 (0)   | 17  | 18   | 5    | 3.600 | 545         | 415         | 1.313       |
| 2   | Eczacıbaşı VitrA Stambuł | 6     | 4 (0)   | 2 (1)   | 13  | 15   | 8    | 1.875 | 524         | 473         | 1.108       |

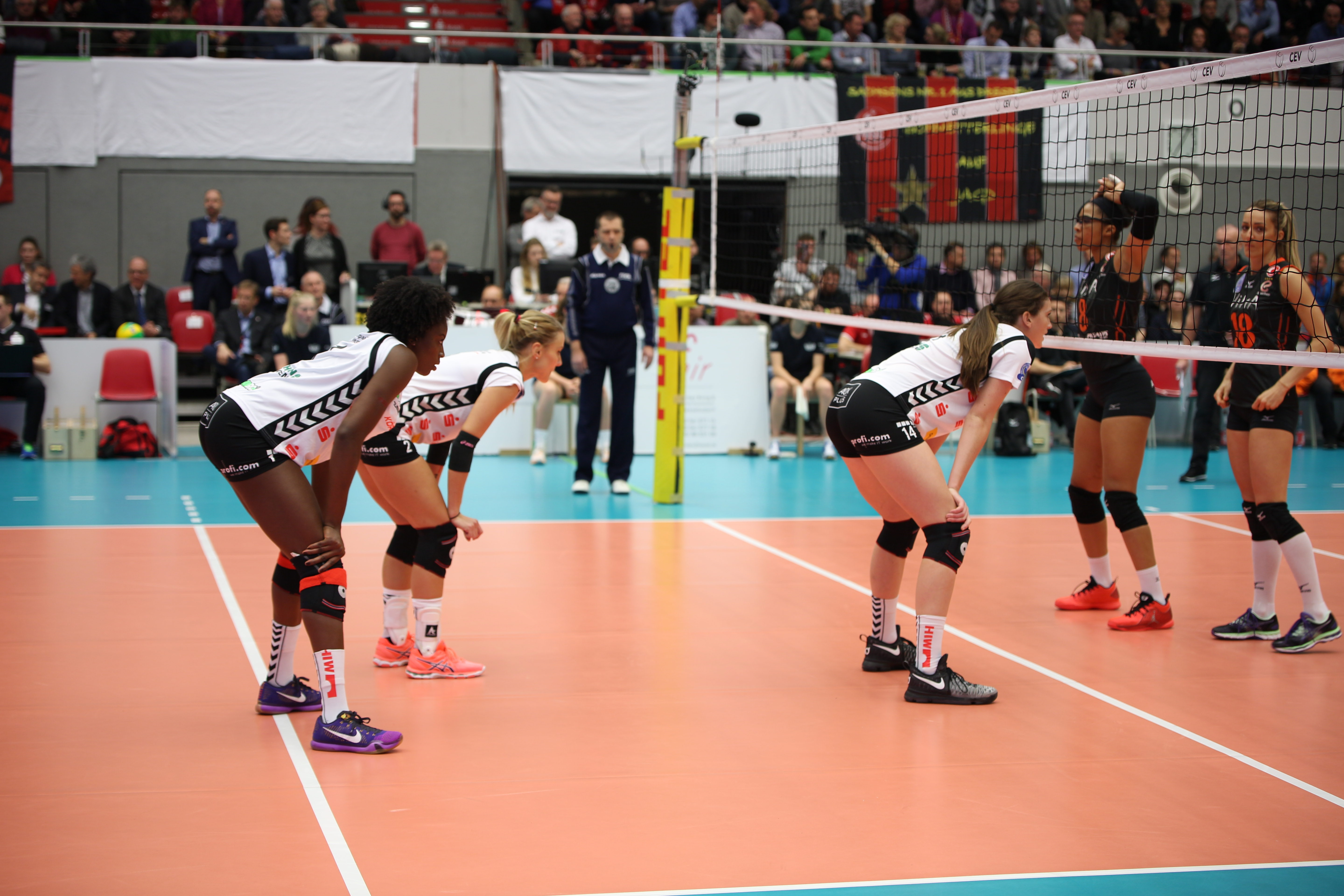
Mecz Grupy D Ligi Mistrzyń 2016/2017 Dresdner SC i Eczacıbaşı VitrA Stambuł

| 3   | Urałoczka Jekaterynburg  | 6     | 1 (0)   | 5 (0)   | 3   | 7    | 16   | 0.438 | 477         | 544         | 0.877       |
| 4   | Dresdner SC              | 6     | 1 (0)   | 5 (0)   | 3   | 5    | 16   | 0.313 | 382         | 496         | 0.770       |

Źródło: cev.lu (ang.)
Punktacja: 3:0 i 3:1 – 3 pkt; 3:2 – 2 pkt; 2:3 – 1 pkt; 1:3 i 0:3 – 0 pkt
Zasady ustalania kolejności: 1. liczba zwycięstw, 2. liczba punktów, 3. stosunek setów, 4. stosunek małych punktów, 5. bilans w bezpośrednich meczach
Wyniki
| Data       | Godz. | Drużyna 1                | Wynik | Drużyna 2                | 1     | 2     | 3     | 4     | 5     | Widzów | * |
| ---------- | ----- | ------------------------ | ----- | ------------------------ | ----- | ----- | ----- | ----- | ----- | ------ | - |
| 14.12.2016 | 19:00 | VakıfBank SK             | 3:1   | Urałoczka Jekaterynburg  | 18:25 | 25:20 | 25:16 | 25:13 |       | 1100   |   |
| 14.12.2016 | 19:00 | Dresdner SC              | 0:3   | Eczacıbaşı VitrA Stambuł | 17:25 | 11:25 | 21:25 |       |       | 2817   |   |
| 10.01.2017 | 17:00 | Eczacıbaşı VitrA Stambuł | 2:3   | VakıfBank SK             | 21:25 | 21:25 | 25:21 | 25:20 | 10:15 | 1420   |   |
| 10.01.2017 | 19:00 | Urałoczka Jekaterynburg  | 3:1   | Dresdner SC              | 16:25 | 25:17 | 25:20 | 25:16 |       | 3400   |   |
| 24.01.2017 | 19:00 | Urałoczka Jekaterynburg  | 0:3   | Eczacıbaşı VitrA Stambuł | 11:25 | 24:26 | 24:26 |       |       | 3500   |   |
| 25.01.2017 | 19:00 | VakıfBank SK             | 3:0   | Dresdner SC              | 25:12 | 25:16 | 25:11 |       |       | 800    |   |
| 08.02.2017 | 16:30 | Eczacıbaşı VitrA Stambuł | 3:1   | Urałoczka Jekaterynburg  | 25:16 | 26:24 | 25:27 | 25:16 |       | 825    |   |
| 08.02.2017 | 19:00 | Dresdner SC              | 0:3   | VakıfBank SK             | 18:25 | 11:25 | 12:25 |       |       | 3000   |   |
| 22.02.2017 | 19:00 | VakıfBank SK             | 3:1   | Eczacıbaşı VitrA Stambuł | 25:21 | 25:14 | 21:25 | 25:15 |       | 2052   |   |
| 22.02.2017 | 19:00 | Dresdner SC              | 3:1   | Urałoczka Jekaterynburg  | 25:22 | 25:20 | 20:25 | 25:19 |       | 2900   |   |
| 28.02.2017 | 16:30 | Eczacıbaşı VitrA Stambuł | 3:1   | Dresdner SC              | 25:15 | 19:25 | 25:22 | 25:18 |       | 1000   |   |
| 28.02.2017 | 19:00 | Urałoczka Jekaterynburg  | 1:3   | VakıfBank SK             | 19:25 | 27:25 | 20:25 | 18:25 |       | 2850   |   |

### Play-off

#### 1/6 finału
| Data       | Godz. | Drużyna 1                   | Wynik | Drużyna 2     | 1     | 2     | 3     | 4     | 5     | Widzów | * |
| ---------- | ----- | --------------------------- | ----- | ------------- | ----- | ----- | ----- | ----- | ----- | ------ | - |
| 23.03.2017 | 18:00 | Eczacıbaşı VitrA Stambuł    | 2:3   | Fenerbahçe    | 25:16 | 22:25 | 19:25 | 25:21 | 12:15 | 3586   |   |
| 04.04.2017 | 19:00 | Eczacıbaşı VitrA Stambuł    | 3:1   | Fenerbahçe    | 29:31 | 25:14 | 27:25 | 25:23 |       | 2600   |   |
| 23.03.2017 | 20:00 | Voléro Zurych               | 1:3   | VakıfBank SK  | 25:15 | 20:25 | 17:25 | 21:25 |       | 2300   |   |
| 05.04.2017 | 19:00 | Voléro Zurych               | 1:3   | VakıfBank SK  | 25:22 | 21:25 | 16:25 | 22:25 |       | 2000   |   |
| 22.03.2017 | 20:30 | Liu Jo Nordmeccanica Modena | 0:3   | Dinamo Moskwa | 22:25 | 13:25 | 13:25 |       |       | 2350   |   |
| 05.04.2017 | 19:00 | Liu Jo Nordmeccanica Modena | 0:3   | Dinamo Moskwa | 20:25 | 19:25 | 21:25 |       |       | 1700   |   |

### Turniej finałowy
Villorba

#### Półfinały
| Data       | Godz. | Drużyna 1     | Wynik | Drużyna 2                | 1     | 2     | 3     | 4     | 5 | Widzów | * |
| ---------- | ----- | ------------- | ----- | ------------------------ | ----- | ----- | ----- | ----- | - | ------ | - |
| 22.04.2017 | 17:00 | VakıfBank SK  | 3:0   | Eczacıbaşı VitrA Stambuł | 25:20 | 26:24 | 25:22 |       |   | 3380   |   |
| 22.04.2017 | 20:00 | Dinamo Moskwa | 1:3   | Imoco Volley Conegliano  | 18:25 | 15:25 | 25:15 | 25:27 |   | 3830   |   |

#### Mecz o 3. miejsce
| Data       | Godz. | Drużyna 1     | Wynik | Drużyna 2                | 1     | 2     | 3     | 4     | 5 | Widzów | * |
| ---------- | ----- | ------------- | ----- | ------------------------ | ----- | ----- | ----- | ----- | - | ------ | - |
| 23.04.2017 | 15:00 | Dinamo Moskwa | 1:3   | Eczacıbaşı VitrA Stambuł | 19:25 | 25:19 | 23:25 | 22:25 |   | 2800   |   |

#### Finał
| Data       | Godz. | Drużyna 1               | Wynik | Drużyna 2    | 1     | 2     | 3     | 4 | 5 | Widzów | * |
| ---------- | ----- | ----------------------- | ----- | ------------ | ----- | ----- | ----- | - | - | ------ | - |
| 23.04.2017 | 18:00 | Imoco Volley Conegliano | 0:3   | VakıfBank SK | 19:25 | 13:25 | 23:25 |   |   | 4831   |   |

#### Nagrody indywidualne
| Najlepsza zawodniczka (MVP) | Najlepsza atakująca | Najlepsze środkowe         | Najlepsze przyjmujące         | Najlepsza libero  | Najlepsza rozgrywająca |
| --------------------------- | ------------------- | -------------------------- | ----------------------------- | ----------------- | ---------------------- |
| Zhu Ting                    | Lonneke Slöetjes    | Milena Rašić Rachael Adams | Kelsey Robinson Kimberly Hill | Monica De Gennaro | Naz Aydemir Akyol      |